# Чемпіонат Європи з футболу 2024 (кваліфікаційний раунд, група C)
Група C кваліфікації УЄФА Євро-2024 — одна з 10 груп для визначення команд, які пройдуть до Чемпіонату Європи 2024 у Німеччині. Група C складається з 5 команд: Англія, Італія, Мальта, Північна Македонія та Україна. Команди зіграють одна з одною вдома та на виїзді за круговою системою.
Дві кращі команди групи потраплять напряму до Чемпіонату Європи 2024. В той час, як учасники плей-оф визначаються на основі результатів Ліги націй УЄФА 2022–23.

## Турнірна таблиця
| Поз | Команда            | І | В | Н | П | ГЗ | ГП | РГ  | О  | Кваліфікація                       |     | Англія | Італія | Україна | Північна Македонія | Мальта |
| --- | ------------------ | - | - | - | - | -- | -- | --- | -- | ---------------------------------- | --- | ------ | ------ | ------- | ------------------ | ------ |
| 1   | Англія             | 8 | 6 | 2 | 0 | 22 | 4  | +18 | 20 | Кваліфікація до фінального турніру |     | —      | 3:1    | 2:0     | 7:0                | 2:0    |
| 2   | Італія             | 8 | 4 | 2 | 2 | 16 | 9  | +7  | 14 | Кваліфікація до фінального турніру |     | 1:2    | —      | 2:1     | 5:2                | 4:0    |
| 3   | Україна            | 8 | 4 | 2 | 2 | 11 | 8  | +3  | 14 | Вихід до плей-оф через Лігу націй  |     | 1:1    | 0:0    | —       | 2:0                | 1:0    |
| 4   | Північна Македонія | 8 | 2 | 2 | 4 | 10 | 20 | −10 | 8  |                                    |     | 1:1    | 1:1    | 2:3     | —                  | 2:1    |
| 5   | Мальта             | 8 | 0 | 0 | 8 | 2  | 20 | −18 | 0  |                                    | 0:4 | 0:2    | 1:3    | 0:2     | —                  |        |

1. 1 2  Більша кількість очок в матчах між цими командами: Італія 4, Україна 1.

## Матчі
УЄФА опублікували розклад матчів 10 жовтня 2022, на наступний день після жеребкування. Час вказано у EET/EEST (київський час) (місцевий час, якщо відрізняється, вказано в дужках).
| 23 березня 2023 21:45 (20:45 CET) |

| Італія       | 1:2      | Англія                       |
| ------------ | -------- | ---------------------------- |
| - Ретегі 56' | Протокол | - Райс 13' - Кейн 44' (пен.) |

| Дієго Армандо Марадона, Неаполь Глядачів: 44 536 Арбітр: Срджан Йованович (Сербія) |

| 23 березня 2023 21:45 (20:45 CET) |

| Північна Македонія         | 2:1      | Мальта      |
| -------------------------- | -------- | ----------- |
| - Елмас 66' - Чурлінов 72' | Протокол | - Янкам 86' |

| Тоше Проескі, Скоп'є Глядачів: 9 991 Арбітр: Крісто Тогвер (Естонія) |

| 26 березня 2023 19:00 (17:00 BST) |

| Англія                | 2:0      | Україна |
| --------------------- | -------- | ------- |
| - Кейн 37' - Сака 40' | Протокол |         |

| Вемблі, Лондон Глядачів: 83 947 Арбітр: Сердар Гезюбююк (Нідерланди) |

| 26 березня 2023 21:45 (20:45 CEST) |

| Мальта | 0:2      | Італія                     |
| ------ | -------- | -------------------------- |
|        | Протокол | - Ретегі 15' - Пессіна 27' |

| Національний, Та-Калі Глядачів: 16 015 Арбітр: Георгі Кабаков (Болгарія) |

| 16 червня 2023 21:45 (20:45 CEST) |

| Мальта | 0:4      | Англія                                                                        |
| ------ | -------- | ----------------------------------------------------------------------------- |
|        | Протокол | - Апап 8' (аг) - Александер-Арнольд 28' - Кейн 31' (пен.) - Вілсон 83' (пен.) |

| Національний, Та-Калі Глядачів: 16 277 Арбітр: Ігор Паяч (Хорватія) |

| 16 червня 2023 21:45 (20:45 CEST) |

| Північна Македонія             | 2:3      | Україна                                     |
| ------------------------------ | -------- | ------------------------------------------- |
| - Барді 31' (пен.) - Елмас 39' | Протокол | - Забарний 62' - Конопля 67' - Циганков 83' |

| Тоше Проескі, Скоп'є Глядачів: 14 370 Арбітр: Лукас Фендріх (Швейцарія) |

| 19 червня 2023 19:00 (18:00 CEST) |

| Україна               | 1:0      | Мальта |
| --------------------- | -------- | ------ |
| - Циганков 72' (пен.) | Протокол |        |

| Стадіон імені Антона Малатинського, Трнава Глядачів: 7 543 Арбітр: Рудді Буке (Франція) |

| 19 червня 2023 21:45 (19:45 BST) |

| Англія                                                                  | 7:0      | Північна Македонія |
| ----------------------------------------------------------------------- | -------- | ------------------ |
| - Кейн 29', 73' (пен.) - Сака 38', 47', 51' - Рашфорд 45' - Філліпс 64' | Протокол |                    |

| Олд-Траффорд, Манчестер Глядачів: 70 708 Арбітр: Іштван Ковач (Румунія) |

| 9 вересня 2023 19:00 |

| Україна      | 1:1      | Англія    |
| ------------ | -------- | --------- |
| Зінченко 26' | Протокол | Вокер 41' |

| Вроцлав, Вроцлав Глядачів: 39 000 Арбітр: Георгі Кабаков (Болгарія) |

| 9 вересня 2023 21:45 (20:45 CEST) |

| Північна Македонія | 1:1      | Італія       |
| ------------------ | -------- | ------------ |
| Барді 81'          | Протокол | Іммобіле 47' |

| Тоше Проескі, Скоп'є Глядачів: 28 126 Арбітр: Фелікс Цваєр (Німеччина) |

| 12 вересня 2023 21:45 (20:45 CEST) |

| Італія            | 2:1      | Україна       |
| ----------------- | -------- | ------------- |
| Фраттезі 12', 29' | Протокол | Ярмоленко 41' |

| Сан-Сіро, Мілан Глядачів: 58 386 Арбітр: Алехандро Ернандес Ернандес (Іспанія) |

| 12 вересня 2023 21:45 (20:45 CEST) |

| Мальта | 0:2      | Північна Македонія |
| ------ | -------- | ------------------ |
|        | Протокол | Елмас 5' Манев 41' |

| Національний, Та-Калі Глядачів: 3 158 Арбітр: Генрік Налбандян (Вірменія) |

| 14 жовтня 2023 16:00 |

| Україна                    | 2:0      | Північна Македонія |
| -------------------------- | -------- | ------------------ |
| Судаков 30' Караваєв 90+5' | Протокол |                    |

| Дженералі Арена, Прага Глядачів: 12 939 Арбітр: Славко Винчич (Словенія) |

| 14 жовтня 2023 21:45 (20:45 CEST) |

| Італія                                          | 4:0      | Мальта |
| ----------------------------------------------- | -------- | ------ |
| Бонавентура 23' Берарді 45', 64' Фраттезі 90+4' | Протокол |        |

| Сан-Нікола, Барі Глядачів: 56 186 Арбітр: Дує Струкан (Хорватія) |

| 17 жовтня 2023 21:45 (19:45 BST) |

| Англія                               | 3:1      | Італія         |
| ------------------------------------ | -------- | -------------- |
| - Кейн 32' (пен.), 77' - Рашфорд 57' | Протокол | - Скамакка 15' |

| Вемблі, Лондон Глядачів: 83 194 Арбітр: Клеман Тюрпен (Франція) |

| 17 жовтня 2023 21:45 (20:45 CEST) |

| Мальта      | 1:3      | Україна                                               |
| ----------- | -------- | ----------------------------------------------------- |
| - Мбонг 12' | Протокол | - Камензулі 38' (аг) - Довбик 43' (пен.) - Мудрик 85' |

| Національний, Та-Калі Глядачів: 3 547 Арбітр: Мортен Крог (Данія) |

| 17 листопада 2023 21:45 (20:45 CET) |

| Італія                                                       | 5:2      | Північна Македонія |
| ------------------------------------------------------------ | -------- | ------------------ |
| Дарміан 17' К'єза 41', 45+2' Распадорі 81' Ель-Шаараві 90+3' | Протокол | Атанасов 52', 74'  |

| Олімпійський стадіон, Рим Глядачів: 56 364 Арбітр: Фелікс Цваєр (Німеччина) |

| 17 листопада 2023 21:45 (19:45 GMT) |

| Англія                | 2:0      | Мальта |
| --------------------- | -------- | ------ |
| Пепе 8' (аг) Кейн 75' | Протокол |        |

| Вемблі, Лондон Глядачів: 81 388 Арбітр: Луїш Годінью (Португалія) |

| 20 листопада 2023 21:45 |

| Україна | 0:0      | Італія |
| ------- | -------- | ------ |
|         | Протокол |        |

| БайАрена, Леверкузен Глядачів: 26 403 Арбітр: Хесус Хіль Мансано (Іспанія) |

| 20 листопада 2023 21:45 (20:45 CET) |

| Північна Македонія | 1:1      | Англія            |
| ------------------ | -------- | ----------------- |
| Барді 41'          | Протокол | Атанасов 59' (аг) |

| Тоше Проескі, Скоп'є Глядачів: 27 982 Арбітр: Філіп Глова (Словаччина) |

## Бомбардири
Протягом турніру було забито  61 голів у 20 матчах, з середнім показником 3.05 голів за матч.
8 голів
- Гаррі Кейн

4 голи
- Букайо Сака

3 голи
- Давіде Фраттезі
- Еліф Елмас
- Еніс Барді

2 голи
- Маркус Рашфорд
- Матео Ретегі
- Доменіко Берарді
- Федеріко К'єза
- Яні Атанасов
- Віктор Циганков

1 гол
- Деклан Райс
- Каллум Вілсон
- Александер-Арнольд
- Кайл Вокер
- Калвін Філліпс
- Джакомо Бонавентура
- Маттео Дарміан
- Стефан Ель-Шаараві
- Чіро Іммобіле
- Маттео Пессіна
- Джакомо Распадорі
- Джанлука Скамакка
- Дарко Чурлінов
- Йован Манев
- Яннік Янкам
- Пауль Мбонг
- Ілля Забарний
- Юхим Конопля
- Олександр Зінченко
- Андрій Ярмоленко
- Георгій Судаков
- Олександр Караваєв
- Михайло Мудрик
- Артем Довбик

1 автогол
- Фердінандо Апап (проти Англії)
- Раян Камензулі (проти України)
- Енріко Пепе (проти Англії)
- Яні Атанасов (проти Англії)

## Дисциплінарні покарання
Гравець автоматично пропускає наступний матч за наступні дисциплінарні порушення:
- Червона картка (відсторонення за червону картку може бути збільшене за серйозні порушення)
- 3 жовті картки у трьох різних матчах (відсторонення за червону також поширюється і на плей-оф, але не на фінальний турнір чи і подальші міжнародні матчі)

Гравці відбули (чи відбудуть) наступні дисциплінарні покарання: 
| Команда   | Гравець             | Порушення | Відсторонено на матч(і)             |
| --------- | ------------------- | --- | ----------------------------------- |
| Англія    | Люк Шоу             | пр. Італії (23 березня 2023)                                                                                     | пр. України (26 березня 2023)       |
| Македонія | Вісар Мусліу        | пр. України (16 червня 2023)                                                                                     | пр. Англії (19 червня 2023)         |
| Македонія | Дам'ян Шишковський  | пр. України (16 червня 2023)                                                                                     |                                     |
| Македонія | Стефан Ристовський  | пр. України (16 червня 2023)                                                                                     |                                     |
| Македонія | Тодор Тодорський    | пр. Болгарії у Лізі націй 2022-23 (23 вересня 2022)                                                              | пр. Мальти (23 березня 2023)        |
| Мальта    | Жан Борг            | пр. Естонії у Лізі націй 2022-23 (23 вересня 2022)                                                               | пр. Пн. Македонії (23 березня 2023) |
| Мальта    | Стів Борг           | пр. Північної Македонії (23 березня 2023) пр. України (19 червня 2023) пр. Північної Македонії (12 вересня 2023) | пр. Італії (14 жовтня 2023)         |
| Україна   | Артем Довбик        | 45+1' пр. Північної Македонії (16 червня 2023)                                                                   |                                     |
| Україна   | Віталій Миколенко   | 90+5' пр. Північної Македонії (16 червня 2023)                                                                   |                                     |
| Україна   | Руслан Маліновський | 69' пр. Англії (26 березня 2023) 56' пр. Мальти (19 червня 2023) 69' пр. Північної Македонії (14 жовтня 2023)    | пр. Мальти (17 жовтня 2023)         |

| ЖК           | жовта картка                                      |
| ЖК · YK · RK | непряма червона картка (дві жовті в одному матчі) |
| RK           | червона картка                                    |
| ЖК · RK      | жовта та червона картка в одному матчі            |

## Позначки
1. ↑  EET (UTC+2) для матчів до 26 березня та у листопаді 2023, та EEST (UTC+3) для решти матчів.